# Maojiagang (köpinghuvudort i Kina, Hubei Sheng, lat 30,04, long 112,07)
Maojiagang är en köpinghuvudort i Kina. Den ligger i provinsen Hubei, i den centrala delen av landet, omkring 220 kilometer väster om provinshuvudstaden Wuhan. Antalet invånare är 60 745. Befolkningen består av 30 629 kvinnor och 30 116 män. Barn under 15 år utgör 11,0 %, vuxna 15-64 år 77 %, och äldre över 65 år 11,0 %.
Runt Maojiagang är det tätbefolkat, med 442 invånare per kvadratkilometer. Maojiagang är det största samhället i trakten. Trakten runt Maojiagang består till största delen av jordbruksmark.
Genomsnittlig årsnederbörd är 1 563 millimeter. Den regnigaste månaden är maj, med i genomsnitt 235 mm nederbörd, och den torraste är december, med 28 mm nederbörd.